# Језерце (Плитвичка Језера)
Језерце је насељено мјесто у Лици, у општини Плитвичка Језера, Личко-сењска жупанија, Република Хрватска.

## Географија
Језерце је удаљено око 15 км сјеверно од Коренице.

## Историја
Кад је почео Други свјетски рата, на власт у сусједном Пријебоју дошле су усташе. У Језерце је из усташке команде 25. маја 1941. дошао позив за 14 Срба да се јаве у Кореницу ради евиденције. Свих 14 Срба се одазвало на позив и сви су одведени у логор Јадовно гдје су их усташе побиле.
До територијалне реорганизације у Хрватској насеље се налазило у саставу бивше велике општине Кореница. Језерце се од распада Југославије до августа 1995. године налазило у Републици Српској Крајини.

## Становништво
Према попису из 1991. године, насеље Језерце је имало 1.004 становника, међу којима је било 629 Срба, 153 Хрвата, 108 Југословена и 114 осталих. Према попису становништва из 2001. године, Језерце је имало 298 становника. Према попису становништва из 2011. године, насеље Језерце је имало 246 становника.
| Националност       | 1991. | 1981. | 1971. | 1961. |
| Срби               | 629   | 136   | 178   |       |
| Хрвати             | 153   | 8     | 11    |       |
| Југословени        | 108   | 31    | 3     |       |
| остали и непознато | 114   | 7     | 2     |       |
| Укупно             | 1.004 | 182   | 194   | 201   |

| Демографија | Демографија | Демографија |
| Година      | Становника  | Становника  |
| ----------- | ----------- | ----------- |
| 1961.       | 201         |             |
| 1971.       | 194         |             |
| 1981.       | 182         |             |
| 1991.       | 1.004       |             |
| 2001.       | 298         |             |
| 2011.       |             | 246         |

## Попис 1991.
На попису становништва 1991. године, насељено место Језерце је имало 1.004 становника, следећег националног састава:
| Попис 1991.‍   | Попис 1991.‍  | Попис 1991.‍ | Попис 1991.‍ | Попис 1991.‍ |
| ------------- | ------------ | ----------- | ----------- | ----------- |
|               |              |             |             |             |
| Срби          | Срби         |             | 629         | 62,64%      |
| Хрвати        | Хрвати       |             | 153         | 15,23%      |
| Југословени   | Југословени  |             | 108         | 10,75%      |
| Муслимани     | Муслимани    |             | 6           | 0,59%       |
| Македонци     | Македонци    |             | 2           | 0,19%       |
| Црногорци     | Црногорци    |             | 2           | 0,19%       |
| Немци         | Немци        |             | 1           | 0,09%       |
| Украјинци     | Украјинци    |             | 1           | 0,09%       |
| остали        | остали       |             | 2           | 0,19%       |
| неопредељени  | неопредељени |             | 20          | 1,99%       |
| непознато     | непознато    |             | 80          | 7,96%       |
| укупно: 1.004 |              |             |             |             |

## Знамените личности
- Мирко Рапаић, учесник партизанског покрета у Лици и аутор књиге Личка трагедија.